# Серби в Боснії і Герцеговині

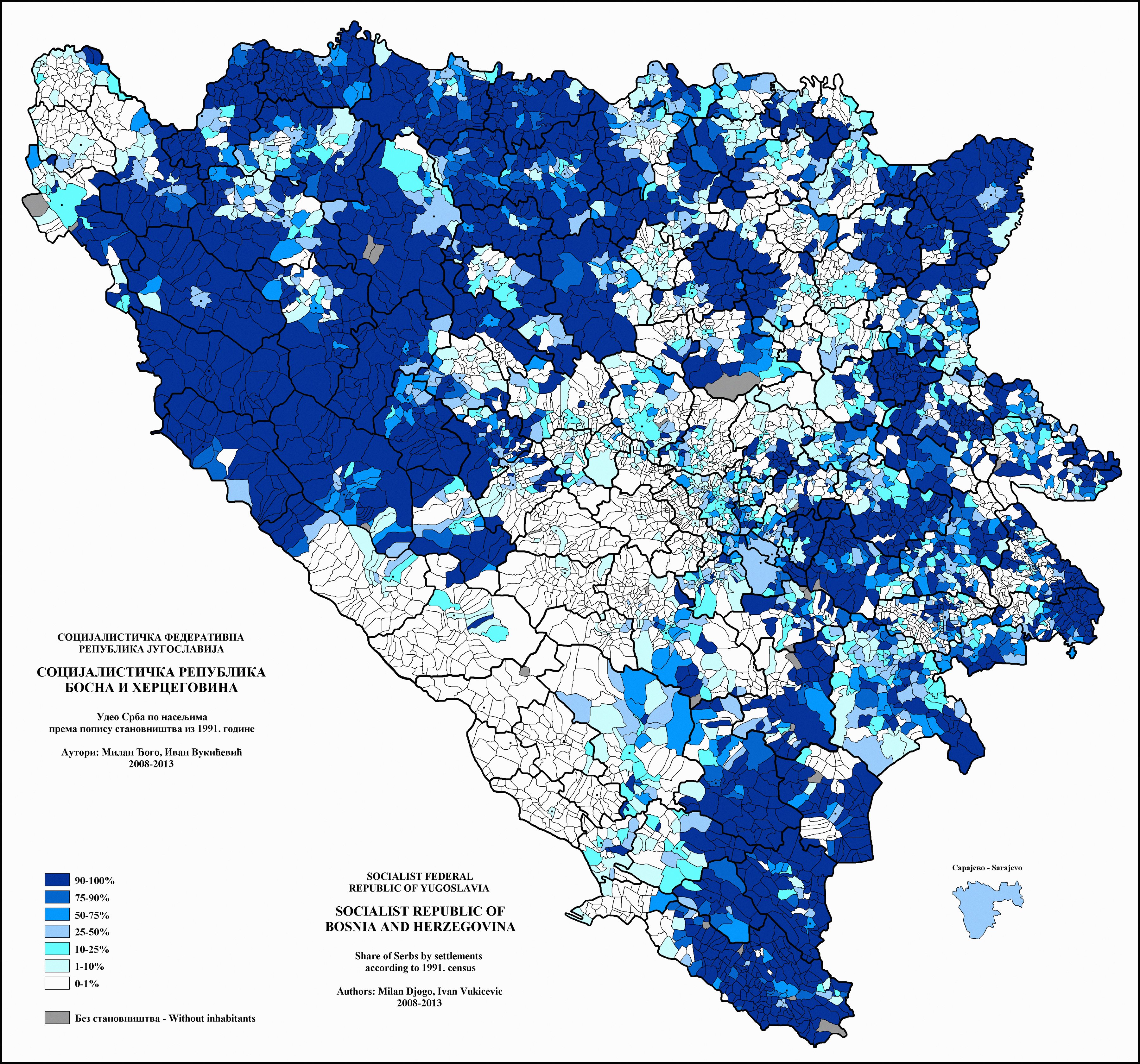
Боснійські серби перед етнічною чисткою населяли переважно Боснійську Країну та Східну Герцеговину. Карта з 1991 р.

Боснійські серби — серби, що проживають на території Боснії і Герцеговини здебільшого у східній та південній частині Боснійської Країни, у східній частині Сараєва, Семберії, у боснійських частинах Посавини і Подравини та східній Герцеговині і меншою мірою у центральній частині Боснії і Герцеговини.
Боснійські серби є одним із трьох державотворчих народів у Боснії та Герцеговині поряд із боснійцями та хорватами, та, за оцінками, становлять близько 32% загальної чисельності населення. Після закінчення війни в Боснії і Герцеговині боснійські серби зосередилися переважно на 49 % території БіГ, в утвореній ними Республіці Сербській, де становлять близько 90% населення після проведених ними етнічних чисток під час війни в Боснії і Герцеговині. Перед війною боснійські серби становили близько 31% населення Боснії і Герцеговини.
Боснійські серби розпочали громадянську війну 1992—1995, прагнучи до збереження єдиної державності з Сербією.
Багато військових ватажків боснійських сербів було засуджено Міжнародним трибуналом для колишньої Югославії як воєнних злочинців. 26 травня 2011 р., після 15 років безуспішних пошуків, було спіймано в Сербії і 31 травня 2011 р. видано Гаазькому трибуналу ключову постать війни Ратка Младича. Ще одного ключового розшукуваного Радована Караджича було заарештовано в Белграді 21 липня 2008 року і передано до Гааги.